# او اوغلو (ترتر)
او اوغلو (به لاتین: Evoğlu) یک منطقه مسکونی در جمهوری آذربایجان است که در شهرستان ترتر واقع شده است. او اوغلو ۲۰۲۶ نفر جمعیت دارد.